# Evergreen (Teksas)
Evergreen – jednostka osadnicza w Stanach Zjednoczonych, w stanie Teksas, w hrabstwie Starr.